# Kanton Lapalisse
Der Kanton Lapalisse ist ein französischer Wahlkreis im Département Allier in der Region Auvergne-Rhône-Alpes. Er umfasst 31 Gemeinden im Arrondissement Vichy und hat sein bureau centralisateur in Lapalisse.

## Gemeinden
Der Kanton besteht aus 31 Gemeinden mit insgesamt 17.733 Einwohnern (Stand: 1. Januar 2022) auf einer Gesamtfläche von 767,77 km²:
| Gemeinde                | Einwohner 1. Januar 2022 | Fläche km² | Dichte Einw./km² | Code INSEE | Postleitzahl |
| ----------------------- | ------------------------ | ---------- | ---------------- | ---------- | ------------ |
| Andelaroche             | 217                      | 20,28      | 11               | 03004      | 03120        |
| Arfeuilles              | 610                      | 59,56      | 10               | 03006      | 03120        |
| Arronnes                | 382                      | 26,00      | 15               | 03008      | 03250        |
| Barrais-Bussolles       | 185                      | 25,34      | 7                | 03017      | 03120        |
| Billezois               | 361                      | 15,68      | 23               | 03028      | 03120        |
| Busset                  | 810                      | 36,96      | 22               | 03045      | 03270        |
| Châtel-Montagne         | 321                      | 36,81      | 9                | 03066      | 03250        |
| Châtelus                | 114                      | 6,64       | 17               | 03068      | 03120        |
| Droiturier              | 367                      | 22,07      | 17               | 03105      | 03120        |
| Ferrières-sur-Sichon    | 506                      | 38,58      | 13               | 03113      | 03250        |
| Isserpent               | 560                      | 26,31      | 21               | 03131      | 03120        |
| La Chabanne             | 172                      | 20,00      | 9                | 03050      | 03250        |
| La Chapelle             | 396                      | 21,10      | 19               | 03056      | 03300        |
| La Guillermie           | 122                      | 12,33      | 10               | 03125      | 03250        |
| Lapalisse               | 3.127                    | 33,01      | 95               | 03138      | 03120        |
| Laprugne                | 310                      | 34,61      | 9                | 03139      | 03250        |
| Lavoine                 | 152                      | 17,53      | 9                | 03141      | 03250        |
| Le Breuil               | 531                      | 34,55      | 15               | 03042      | 03120        |
| Le Mayet-de-Montagne    | 1.388                    | 29,03      | 48               | 03165      | 03250        |
| Le Vernet               | 1.914                    | 10,07      | 190              | 03306      | 03200        |
| Mariol                  | 696                      | 9,41       | 74               | 03163      | 03270        |
| Molles                  | 916                      | 26,89      | 34               | 03174      | 03300        |
| Nizerolles              | 288                      | 17,57      | 16               | 03201      | 03250        |
| Périgny                 | 470                      | 27,22      | 17               | 03205      | 03120        |
| Saint-Christophe        | 431                      | 28,02      | 15               | 03223      | 03120        |
| Saint-Clément           | 284                      | 25,98      | 11               | 03224      | 03250        |
| Saint-Étienne-de-Vicq   | 527                      | 19,22      | 27               | 03230      | 03300        |
| Saint-Nicolas-des-Biefs | 153                      | 28,90      | 5                | 03248      | 03250        |
| Saint-Pierre-Laval      | 365                      | 24,03      | 15               | 03250      | 42620        |
| Saint-Prix              | 785                      | 21,75      | 36               | 03257      | 03120        |
| Servilly                | 273                      | 12,32      | 22               | 03272      | 03120        |
| Kanton Lapalisse        | 17.733                   | 767,77     | 23               | 0308       | –            |

Bis zur Neuordnung gehörten zum Kanton Lapalisse die 15 Gemeinden Andelaroche, Arfeuilles, Barrais-Bussolles, Billezois, Châtelus, Droiturier, Isserpent, Lapalisse, Le Breuil, Périgny, Saint-Christophe, Saint-Étienne-de-Vicq, Saint-Pierre-Laval, Saint-Prix und Servilly. Sein Zuschnitt entsprach einer Fläche von 376,00 km2. Er besaß vor 2015 den INSEE-Code 0315.

## Politik
| Vertreter im Départementsrat | Vertreter im Départementsrat        | Vertreter im Départementsrat |
| Amtszeit                     | Namen                               | Partei                       |
| ---------------------------- | ----------------------------------- | ---------------------------- |
| 2008–2015                    | 2008 Jacques de Chabannes           | –                            |
| 2015–                        | Martine Arnaud Jacques de Chabannes | –                            |